# リメンバー・エイプリル
『リメンバー・エイプリル』（りめんばーえいぷりる,I'll Remember April）は、1999年にアメリカ合衆国で制作されたファミリー映画。

## ストーリー
真珠湾攻撃から間もない1942年4月、日本海軍の潜水艦がカリフォルニア沿岸にも接近しようとしていた。しかし米軍に発見され海に投げ出された水兵のマツオはひどい怪我を負いながらも岸辺の廃墟と化した工場に隠れた。だかそこは4人の腕白少年たちの秘密の隠れ家だった。「敵を捕まえた僕らは町のヒーローだ」と彼等はマツオを閉じ込めたが、溺れかかった少年をマツオが救出した事から国を超えた友情が生まれる。再び潜水艦の接近におびえる町で4人の少年は彼をFBIの追跡から逃そうと固く誓い、そして危険なチャレンジに乗り出した…

## スタッフ
- 監督 : ボブ・クラーク
- 製作 : ポール・コリクマン、マーク・R・ハリス、サム・アーヴィン
- 製作総指揮 : スティーヴン・P・ジャーチョウ、ボー・ロジャース、デヴィッド・フォレスト
- 脚本 : マーク・サンダーソン
- 撮影 : スティーヴン・M・カーツ
- 音楽 : ポール・ザザ

## キャスト
- ハーレイ・ジョエル・オスメント
- トレヴァー・モーガン
- マーク・ハーモン
- パット・モリタ
- パム・ドーバー
- ユウジ・オクモト

## ノベライズ
- 『遠い海の向こうに』（竹書房、著 : マーク・サンダーソン、翻訳 : 酒井紀子）